# 希達斯皮斯河戰役
希達斯皮斯河戰役（Battle of the Hydaspes），為亞歷山大大帝在前326年希達斯皮斯河附近對抗印度波羅斯的一場戰役，地點在今日巴基斯坦旁遮普地區，而波羅斯的王國疆域就包含旁遮普一部分。希達斯皮斯河戰役是亞歷山大大帝最後一場，也是代價相當高昂的一場大型會戰。波羅斯和他的大軍在這場戰役英勇抵抗入侵的馬其頓軍，儘管最後失敗，但贏得亞歷山大的讚賞和尊敬。
這場戰役由亞歷山大獲勝，但他疲憊的軍隊之後不久發生譁變，士兵們拒絕亞歷山大繼續往印度內陸深入的遠征計畫，亞歷山大不得不準備返回巴比倫，並往印度河口前進。雖然之後一路上還與一些印度部族起衝突，但依舊獲得勝利，亞歷山大最後在印度許多地方建立殖民城市來做為日後的據點和貿易中心，便離開了印度。

## 地點
戰役地點在希達斯皮斯河東岸，這條河今日稱作傑赫勒姆河，是印度河的上游之一。後來亞歷山大大帝在戰場附近建立一座城市，命名為尼西亞。一直以來尼西亞都未被發掘，加上地理景觀改變讓希達斯皮斯河戰役地點無法被確認。目前合理懷疑古戰場在傑赫勒姆的正南方，因為古代主要幹道從這橫過河流，而且一份佛教文獻提到這有一座城市叫作尼西亞。

## 背景
前328年，亞歷山大大帝分別擊敗貝蘇斯和斯皮塔米尼斯所率領的阿契美尼德帝國軍隊後，在前327年他開始進軍印度來擴大疆土。亞歷山大的軍隊估計約有41,000名或46,000名士兵，但一些學者估計馬其頓軍總數應該在更為龐大，因其中還有數量不明的亞洲部隊跟隨。
他把大軍分成兩路進軍印度，一路是從開伯爾山口進入今日巴基斯坦一帶並由赫費斯提翁和佩爾狄卡斯率領，另一路從北方進入並由亞歷山大親自帶領。亞歷山大在路途中戰勝印度許多部族，之後還親自率領一些部隊攻擊阿爾諾斯山上的反抗勢力，當時傳說神話中的海克力斯到印度時，也無法攻佔這座山頭。亞歷山大經過一番圍攻後占領了這座山，在第二年早春，他與他的部隊會合，同時塔克西拉國王塔克西勒斯也歸順亞歷山大，並準備向雄踞希達斯皮斯河岸的波羅斯進攻。

## 動機考量
亞歷山大需要降伏波羅斯以利日後的東進，他可不想在他深入印度內陸時，還有一股強大的反對勢力在後頭威脅他的後路，加上亞歷山大不能對波羅斯的挑戰示弱，不然難維持印度諸王公對他的忠誠，更何況亞歷山大個性上也不是會示弱的人。波羅斯而言，他必須保衛他的王國，並阻止亞歷山大繼續進軍，且他可以預先設定對自己有利的戰場位置。

## 渡河計畫

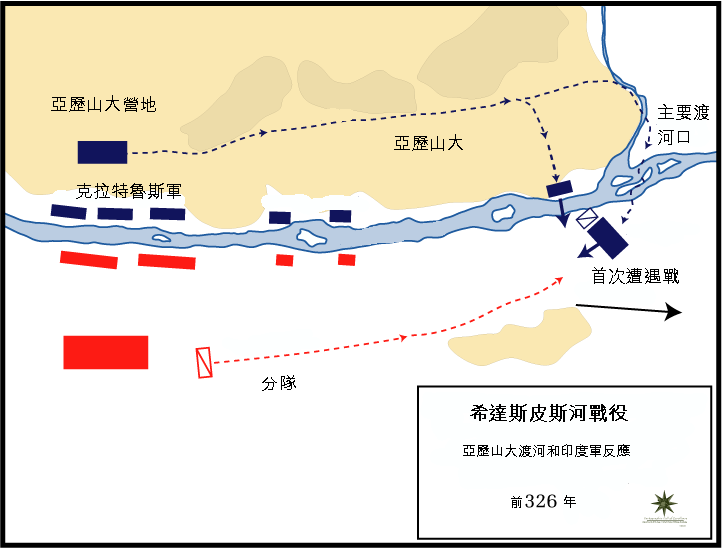
亞歷山大渡過希達斯皮斯河.

當亞歷山大來到希達斯皮斯河岸西岸，發現波羅斯在東岸聚集大量部隊，並嚴守可能的渡河口。希達斯皮斯河水相當湍急且深，任何強渡都可能造成悲劇發生。亞歷山大知道在敵方嚴守下強渡過去勝利的機會不大，於是分散部隊四處偵查，一來破壞對方的物資供應，二來尋找合適渡口。亞歷山大還讓滿載部隊的船隊不論日夜都在河上各處行駛，讓波羅斯搞不清楚亞歷山大的渡河點和時間，使他無法集中部隊防守。在夏季到臨時，亞歷山大還公開宣布他不急著渡河，來迷惑波羅斯，然而此時他已經選好渡河地點，即離營地27公里遠處的河岸。亞歷山大決定要在夜間偷偷渡河，為了讓波羅斯鬆懈，他每晚都讓騎兵在河邊各處大肆喧鬧，像是大軍準備要渡河似的，一開始波羅斯還調度大軍跟著回應，但時間久了波羅斯便不予為意了。
亞歷山大讓克拉特魯斯率領一部分軍隊留在營地，表現出大軍還留在原地似的迷惑波羅斯。並交代克拉特魯斯，當波羅斯發覺馬其頓軍主力渡河後，若把整個大軍都帶過去對抗亞歷山大之時，就率領剩下部隊渡河，若仍有部隊和戰象留守便等主力獲勝後再渡河追擊。另外亞歷山大還分遣一些部隊在大營到預定渡口之間的河岸邊駐守，讓波羅斯無法了解哪處才是亞歷山大的主力渡河處，亞歷山大還命令那些部隊當大戰發生時趕快渡河。
當晚，亞歷山大趁著下雨之時展開行動，率領主力暗自進行渡河。當波羅斯知道有支馬其頓軍部隊渡河，但他不清楚那是不是亞歷山大主力，於是派遣他的兒子率領2,000名騎兵、120輛戰車前去阻止敵軍渡河。此時亞歷山大已經讓6,000名步兵和5,000名騎兵渡過河流並且已經組織好隊形，親自率領騎兵於前方全速前進。當波羅斯的兒子率軍抵達時，發覺亞歷山大的主力已經渡河連忙準備撤退，亞歷山大發覺敵方數量較少，立即率領騎兵兵力擊潰這支印度部隊，波羅斯的兒子當場陣亡，戰車則因戰場泥濘、不便行動的關係大都被俘。
波羅斯從敗逃回來的印度騎兵知道了亞歷山大已經渡河的消息，更傳來對岸的克拉特魯斯軍蠢蠢欲動，他連忙留下戰象和少數部隊嚇阻克拉特魯斯軍，自己連忙帶著大軍迎敵亞歷山大。波羅斯來到達一片無泥濘且開闊的沙地，準備在這裡做為戰場，等待亞歷山大率軍前來。

## 戰鬥
波羅斯把戰象佈在第一線，每隔一段距離就配署一頭戰象，企圖用戰象賤踏來破壞馬其頓方陣隊形，還可以嚇唬亞歷山大的戰馬。在戰象後方為步兵，組成一中央陣列。步兵的兩翼外側安置印度騎兵，戰車佈署於騎兵前方。

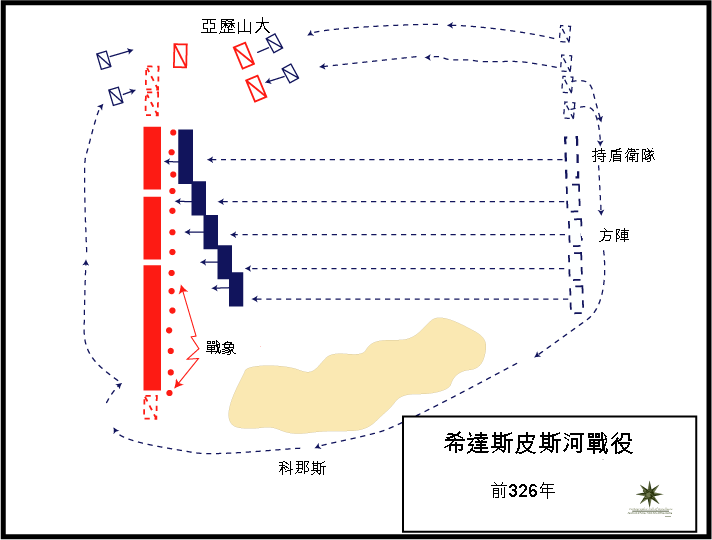
希達斯皮斯河戰役示意圖.

當亞歷山大率領騎兵來到戰場，看到印度軍已經佈好陣勢，就命令騎兵停止前進，並等待後方步兵到來。當步兵快速到達後，亞歷山大先讓士兵們稍做停頓並喘口氣，等待士兵恢復精神在繼續前進。亞歷山大認為印度軍的中央方陣和戰象不是那麼好突破，且戰馬會害怕戰象。於是決定先把騎兵集中於自己右翼，準備用騎兵素質的優勢擊退印度軍的左翼騎兵，並讓科那斯（Coenus）率領一部分騎兵到左翼。波羅斯很快就發覺亞歷山大在集中騎兵，立刻開始也把騎兵往自身左翼集中，科那斯的騎兵也在這時開始進行大迂迴。
亞歷山大命令步兵依斜行陣列前進，但命他們不要急著投入戰鬥，先等待騎兵分出勝負後在加入作戰。隨著馬其頓軍逐漸靠近，亞歷山大趁著印度軍騎兵尚未組織好陣列，派遣1,000名弓騎兵朝印度軍左翼騎兵發射排箭，並向敵軍騎兵發動衝鋒，此舉造成印度左翼騎兵陣形有點混亂。亞歷山大率領夥友騎兵準備前去支援這場騎兵戰鬥，另一方面印度軍也把集中的騎兵往這邊送過來，並與亞歷山大所領的騎兵平行移動來預防馬其頓進行衝鋒。這時科那斯的騎兵不只成功繞過印度步兵的後頭，還出現在印度騎兵後方，這讓印度騎兵大吃一驚，連忙意圖分兵形成另一道防線禦敵，但這些突然的變換陣形讓印度騎兵產生混亂。亞歷山大利用這個機會朝敵方騎兵猛攻，印度騎兵在慌亂中不敵，逐漸往己方戰象方退去尋求保護。
印度軍戰象連忙加入戰局，同時馬其頓步兵方陣也朝戰象迎擊，他們投擲槍、射箭往戰象和上面的成員攻擊。儘管馬其頓方陣相當密集，但在戰象沖擊賤踏下，使兩軍步兵戰局陷入一團混亂。一些印度騎兵從戰象激戰區退出，重整旗鼓後再與亞歷山大的騎兵決戰，但又一次遭到擊退並再往戰象處退去，而亞歷山大所率領的騎兵也把敵軍往中央擠壓。
在一陣混戰中許多戰象陷入狂亂中，不停的左衝右突，而當戰象往馬其頓士兵衝過來時，馬其頓人就退，戰象一退就前進攻擊，並用標槍給予戰象損傷。反觀印度士兵因為受到馬其頓騎兵往中央擠壓，讓他們多夾雜在戰象中間，造成許多傷亡，在馬其頓軍包圍下全面崩亂。
在戰鬥中，波羅斯不僅作為統帥，也相當英勇。緊管他的軍隊已經敗亂，但他並未率先逃亡，而是繼續鼓舞士氣，在戰象上拼命作戰。直到波羅斯負傷後，知道大勢已去才撤離戰場。根據羅馬查士丁記載 ，波羅斯在這場戰役曾經與亞歷山大單挑，當時亞歷山大騎著戰馬奮戰，但在兩人決鬥時落下戰馬，亞歷山大的護衛連忙衝過來搭救並俘虜了波羅斯。然而根據阿里安在《遠征記》中記載，是亞歷山大相當讚賞波羅斯的英勇，在戰後派人勸降了他。

## 傷亡
阿利安的記載中馬其頓損失才310人，但近代戰史學家富勒（J. F. C. Fuller）認為西西里的狄奧多羅斯所提供1,000名戰死的數據明顯較真實點，畢竟這麼一場這麼大型戰役，加上戰象所造成的損失不可能那麼少。而歷史學者彼得·格林認為單單馬其頓軍步兵的損失就高達4,000人，但這數字沒有古代文獻支持。
阿利安的記載中印度軍的損失為23,000名，而狄奧多羅斯所提供的為12,000名戰死，9,000名被俘。猜測阿利安把戰死者和俘虜都算入印度軍的損失，這樣兩者的數字就相當接近。

## 戰後

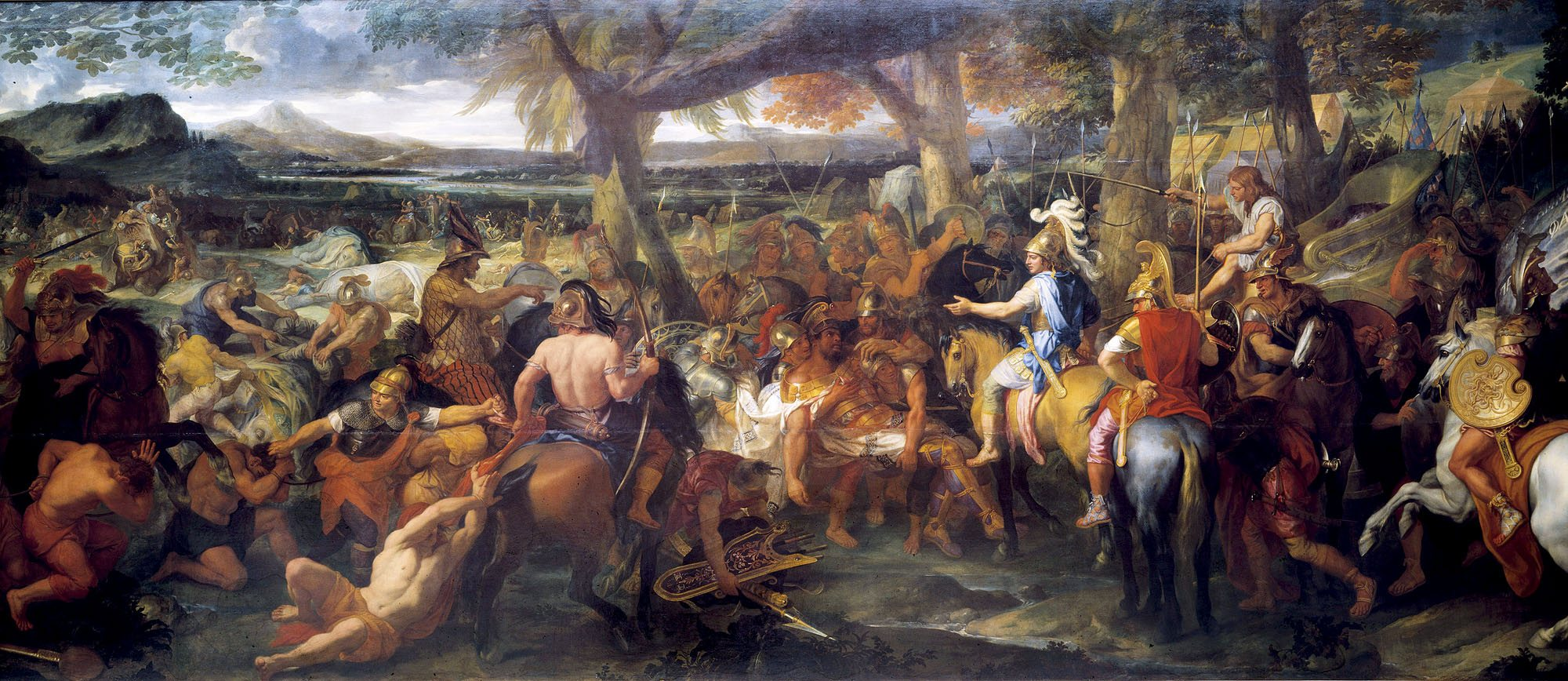
一幅描述希達斯皮斯河戰役中亞歷山大和波羅斯的場景，由勒布倫（Charles Le Brun）所繪.

波羅斯的英勇、戰技精堪讓亞歷山大印象深刻，據傳波羅斯他身高200公分 ，當波羅斯被帶到亞歷山大面前，亞歷山大問波羅斯希望自己如何對待他，波羅斯回：「亞歷山大，如一國之君對待我」。亞歷山大隨即表示這個他自然會如此，並繼續問他有什麼要求，波羅斯短短回答：「一切要求，就在我剛剛的回答中」。亞歷山大聽了更是讚賞波羅斯，於是便把波羅斯的領土歸還他，並允許波羅斯以自己的名義繼續統治希達斯皮斯河附近地區。
戰後，亞歷山大在戰場附近建造一座城市，命名為尼西亞來慶賀這場勝利。另外還在不遠處建造另一座城市布西發拉斯，這座城市為了紀念亞歷山大的愛馬布西發拉斯而建的，牠在前326年老死在這邊，然而，一些其它歷史記錄認為布西發拉斯並不是老死，而是在希達斯皮斯河戰役中戰死。
前326年，亞歷山大繼續往摩揭陀的方向進軍，但是他的軍隊因為連年爭戰相當疲倦，繼續前進的話前方又有一支龐大的印度軍隊。當行軍至今日的比亞斯河（Beas River）時，馬其頓士兵們拒絕前進並希望能往西返回家鄉，儘管亞歷山大心中仍有遺憾，無奈下把路線轉往南方，準備從印度河口返回巴比倫。

## 腳註
1. ↑  富勒（J. F. C. Fuller）, pg 198 
戰況最激烈時，克拉特魯斯的部隊仍陳列在河的對岸。當他看到亞歷山大取得顯赫勝利後，渡過河流。他的部隊因為精神相當飽滿，接替了亞歷山大部隊來對敵方追擊。
2. ↑  富勒, pg 181 當他（亞歷山大）從西北進入印度平原後，經歷許多戰役，其中第一個重要戰役即是希達斯皮斯河戰役。
3. ↑  根據阿利安5.14 （页面存档备份，存于）, 亞歷山大在這場前哨戰役率領6,000名步兵和5,000名騎兵
4. ↑  富勒估計超過2,000名騎兵在克拉特魯斯率領下
5. 1 2  普魯塔克 62.1:

最後這場與波羅斯的戰鬥讓馬其頓人的勇氣削減，使他們不敢再深入印度的國土。對方在戰場上僅僅只有20,000名步兵和2,000名騎兵就讓馬其頓人陷入苦戰，並使他們認為這是有理由來反對亞歷山大帶領大軍渡過恆河的決定，加上他們聽說那條河32化朗寬、有100噚深，對岸還佈滿無數的敵軍。
6. 1 2  阿利安, 5.15 （页面存档备份，存于） 認為有30,000名步兵
7. ↑  西西里的狄奧多羅斯, 17.87.2 （页面存档备份，存于）
8. ↑  昆圖斯·庫爾蒂烏斯·魯夫斯 8.13.6
9. ↑  Metz Epitome 54
10. ↑  普魯塔克 60.5
11. 1 2 3 4  阿利安, 5.18 （页面存档备份，存于）
12. 1 2 3  西西里的狄奧多羅斯 17.89.3 （页面存档备份，存于）
13. ↑  根據富勒, pg 199, 認為狄奧多羅斯提供的數字明顯較實際點
14. 1 2  西西里的狄奧多羅斯 17.89.1-2 （页面存档备份，存于）
15. ↑  彼得·康納利（Peter Connolly）. Greece and Rome At War. Macdonald Phoebus Ltd, 1981, p. 66
16. ↑  富勒, p. 198.
17. ↑  P.H.L. Eggermont, Alexander's campaign in Southern Punjab (1993).
18. ↑  。學者Harbottle估計兵力總數高達135,000名
19. ↑  阿利安, 《亞歷山大遠征記》 卷五 (九)
20. ↑  阿利安, 《亞歷山大遠征記》 卷五 (十)
21. ↑  阿利安, 《亞歷山大遠征記》 卷五 (十四)
22. ↑  普魯塔克則是記載1,000名騎兵、60輛戰車
23. ↑  阿利安, 《亞歷山大遠征記》 卷五 (十五)
24. ↑  阿利安, 《亞歷山大遠征記》 卷五 (十七)
25. ↑  查士丁, Epitome of Pompeius Trogus, 12.8
26. ↑  阿利安, 《亞歷山大遠征記》 卷五 (十八)
27. ↑  富勒, p. 199
28. ↑  彼得·格林 1974
29. ↑  Rogers, p.200

### 現代
- 富勒 (1960). The Generalship of Alexander the Great. New Jersey: De Capo Press. ISBN 978-0306803710
- 彼得·格林 (1974). Alexander of Macedon: A Historical Biography. ISBN 978-0520071667
- Harbottle, Thomas Benfield (1906). Dictionary of Battles. New York.
- Rogers, Guy (2004). Alexander: The Ambiguity of Greatness. New York: Random House.

### 古代
- 西西里的狄奧多羅斯 (前90年-前30年).《歷史叢書》.
- 昆圖斯·庫爾蒂烏斯·魯夫斯 (60年-70年). Historiae Alexandri Magni.
- 普魯塔克 (75年). The Life of Alexander the Great, 《希臘羅馬英豪列傳》.
- 阿利安 (二世紀初期).
- Metz Epitome.

## 外部連結
- Hydaspes (Jhelum) （页面存档备份，存于）
- Battle of Hydaspes River animated battle map by Jonathan Webb